# Chiến tranh giành độc lập Mozambique
Chiến tranh Độc lập Mozambique là một xung đột quân sự giữa lực lượng du kích của Mặt trận Giải phóng Mozambique hay FRELIMO, và Bồ Đào Nha. Chiến tranh chính thức bắt đầu vào ngày 25 tháng 9 năm 1964, và kết thúc bằng một thỏa thuận ngừng bắn vào ngày 8 tháng 9 năm 1974, kết quả là Bồ Đào Nha trao trả độc lập cho Mozambique thông qua đàm phán vào năm 1975.
Các cuộc chiến của Bồ Đào Nha nhằm chống các chiến binh du kích độc lập tại các lãnh thổ tại châu Phi của họ bắt đầu vào năm 1961 tại Angola. Tại Mozambique, xung đột bùng phát vào năm 1964, là kết quả của bất ổn và thất vọng trong nhiều cư dân Mozambique bản địa, họ nhận thức ngoại bang cai trị là một hình thức bóc lột và ngược đãi, chỉ nằm xúc tiến các lợi ích kinh tế của Bồ Đào Nha trong khu vực. Nhiều người Mozambique cũng phẫn uất trước các chính sách của Bồ Đào Nha đối với cư dân bản địa.
Khi các phong trào quyền tự quyết tràn khắp châu Phi sau Chiến tranh thế giới thứ hai, nhiều người Mozambique dần gia tăng quan điểm dân tộc, ngày càng thất vọng khi quốc gia tiếp tục quỵ lụy trước ngoại bang cai trị. Trên phương diện khác, nhiều người Phi bản địa vốn hoàn toàn tích hợp vào tổ chức xã hội dưới sự cai trị của Bồ Đào Nha, đặc biệt là tại các trung tâm đô thị, phản ứng trước các yêu sách độc lập với thái độ bất an và ngờ vực. Người Bồ Đào Nha tại thuộc địa chiếm hầu hết giới chức cầm quyền, họ phản ứng bằng gia tăng hiện diện quân sự và các dự án phát triển có tốc độ nhanh.
Một lượng lớn các tri thức chính trị của Mozambique lưu vong tại các quốc gia lân cận, tại đó những người Mozambique cấp tiến có thể lập kế hoạch hành động và kích động bất ổn chính trị tại quê hương của mình. Sự kiện hình thành tổ chức du kích Mozambique FRELIMO và sự ủng hộ của Liên Xô, Trung Quốc, Cuba, Nam Tư, Bulgaria, Tanzania, và Zambia thông qua vũ khí và cố vấn, dẫn đến bùng phát bạo lực kéo dài trong một thập niên.
Xét theo quan điểm quân sự, quân đội chính quy của Bồ Đào Nha giữ thế thượng phong trong xung đột chống lực lượng du kích độc lập. Tuy thế, sau chính biến mang tên Cách mạng Hoa Cẩm Chướng tại Bồ Đào Nha, Mozambique giành độc lập thành công vào ngày 25 tháng 6 năm 1975, kết thúc 470 năm cai trị thực dân của Bồ Đào Nha tại khu vực Đông Phi. Theo các sử gia của cách mạng, chính biến quân sự tại Bồ Đào Nha được kích động một phần từ các kháng nghị về hành vi của binh sĩ Bồ Đào Nha khi đối xử với một số cư dân Mozambique địa phương.

## Bối cảnh

### Cai trị thực dân của Bồ Đào Nha
Những người San săn bắn hái lượm là tổ tiên của các dân tộc Khoisan, họ là các cư dân đầu tiên được xác nhận của khu vực nay là Mozambique, đến thế kỷ 1 và 4, các dân tộc nói tiếng Bantu vượt sông Zambezi nhập cư đến khu vực. Năm 1498, các nhà thám hiểm người Bồ Đào Nha đổ bộ lên bờ biển Mozambique. Ảnh hưởng của Bồ Đào Nha tại Đông Phi tăng lên trong suốt thế kỷ 16; họ thiết lập một số thuộc địa được gọi chung là Đông Phi thuộc Bồ Đào Nha. Chế độ nô lệ vàng trở thành các hàng hóa sinh lợi đối với người châu Âu; ảnh hưởng phần lớn được tiến hành thông qua các khu định cư riêng lẻ và không có cai trị tập trung, và trong khi đó, Bồ Đào Nha chuyển hướng quan tâm sang Ấn Độ và Brasil.

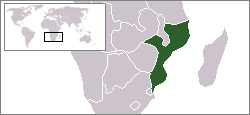
Vị trí của Mozambique tại miền nam châu Phi

Đến thế kỷ 19, chủ nghĩa thực dân châu Âu tại châu Phi đạt đỉnh. Do để mất lãnh thổ Brasil rộng lớn tại Nam Mỹ, Bồ Đào Nha bắt đầu tập trung vào phát triển các tiền đồn của mình tại châu Phi. Điều này khiến họ xung đột trực tiếp với người Anh. Từ khi David Livingstone trở lại khu vực vào năm 1858 trong một nỗ lực nhằm xúc tiến các tuyến mậu dịch, quan tâm của người Anh tại Mozambique gia tăng, khiến chính phủ Bồ Đào Nha lo ngại. Trong thế kỷ 19, phần lớn Đông Phi vẫn nằm dưới quyền kiểm soát của Anh, và để cho thuận tiện, Anh yêu cầu Bồ Đào Nha cắt nhượng một số khu vực.
Trong một nỗ lực nhằm tránh xung đột hải quân với Anh, Bồ Đào Nha điều chỉnh biên giới thuộc địa của mình và biên giới hiện nay của Mozambique được thiết lập vào tháng 5 năm 1881. Quyền kiểm soát Mozambique được trao cho một số tổ chức khác nhau như Công ty Mozambique, Công ty Zambezi và Công ty Niassa. Các công ty này thâm nhập nội lục từ bờ biển, lập các đồn điền và đánh thuế cư dân địa phương.
Đế quốc Gaza là một tập hợp các bộ lạc bản địa cư trú tại khu vực mà nay gồm Mozambique và Zimbabwe, cuộc kháng cự của họ bị đánh bại vào năm 1895, và các bộ lạc nội lục còn lại cuối cùng bị đánh bại vào năm 1902; trong cùng năm, Bồ Đào Nha thiết lập Lourenço Marques làm thủ đô của thuộc địa. Năm 1926, khủng hoảng chính trị và kinh tế tại Bồ Đào Nha dẫn đến thành lập Đệ nghị Cộng hòa (sau trở thành Estado Novo), và phục hồi quan tâm đến các thuộc địa tại châu Phi. Các yêu cầu về quyền tự quyết cho Mozambique gia tăng ngay sau Chiến tranh thế giới thứ hai, trong bối cảnh độc lập được trao cho nhiều thuộc địa khác trên toàn cầu trong làn sóng phi thực dân hóa.

### FRELIMO trỗi dậy
Bồ Đào Nha xác định Mozambique là một lãnh thổ hải ngoại vào năm 1951 nhằm thể hiện với thế giới rằng thuộc địa đã có quyền tự chủ lớn hơn. Lãnh thổ được gọi là Tỉnh hải ngoại Mozambique. Tuy nhiên, Bồ Đào Nha vẫn duy trì quyền kiểm soát mạnh mẽ đối với tỉnh hải ngoại này. Ngày càng có nhiều quốc gia châu Phi mới độc lập sau Chiến tranh thế giới thứ hai, cộng thêm ngược đãi liên tục cư dân bản địa, xúc tiến cảm tình dân tộc chủ nghĩa tại Mozambique.

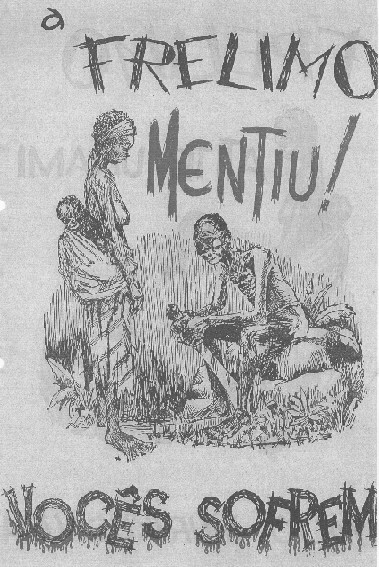
Một tờ rơi tuyên truyền của Bồ Đào Nha, thả từ máy bay: "FRELIMO lừa dối! Bạn đau khổ".

Mozambique có đặc trưng là chênh lệch lớn giữa người Bồ Đào Nha thịnh vượng và đa số cư dân người Phi bản địa phần lớn cư trú tại nông thôn. Người Phi bản địa phần lớn là người mù chữ và duy trì các truyền thống và phương thức sinh hoạt của mình, họ hiếm khi tiếp cận được với các cơ hội công việc có kỹ năng và vai trò trong quản trị và chính phủ, khiến họ có ít hoặc không có cơ hội tiến vào sinh hoạt hiện đại đô thị. Nhiều cư dân bản địa nhận định văn hóa và truyền thống của họ bị văn hóa ngoại lai từ Bồ Đào Nha lấn át.
Những người bất đồng chính kiến lên tiếng phản đối sự cai trị của Bồ Đào Nha và yêu sách độc lập thường bị buộc phải lưu vong. Chính phủ Bồ Đào Nha buộc các nông dân Mozambique trồng lúa gạo hoặc bông để xuất khẩu, cấp tiền lời ít ỏi khiến nông dân khó khăn để chu cấp cho bản thân. Nhiều người lao động khác—trên 250.000 vào năm 1960—bị đưa đến các mỏ kim cương hay vàng. Đến năm 1950, chỉ có 4.353 trong số 5.733.000 người Mozambique được chính phủ thực dân Bồ Đào Nha cấp quyền bỏ phiếu.
Mặt trận Giải phóng Mozambique hay FRELIMO hình thành tại Dar es Salaam, Tanzania, vào ngày 25 tháng 5 năm 1962. Tổ chức được lập ra trong một hội nghị gồm các nhân vật chính trị bị buộc phải lưu vong, bằng cách hợp nhất các tổ chức dân tộc chủ nghĩa hiện hữu. Các phong trào chính trị như vậy chỉ có thể phát triển trong cảnh lưu vong, do Bồ Đào Nha kìm kẹp khắc nghiệt hoạt động bất đồng quan điểm tại Mozambique. Năm 1963, FRELIMO lập trụ sở tại Dar es Salaam, Tanzania, dưới quyền lãnh đạo của nhà xã hội học Eduardo Mondlane, và bắt đầu yêu cầu độc lập từ Bồ Đào Nha.
Liên Hợp Quốc cũng gây áp lực lên Bồ Đào Nha để tiến hành phi thực dân hóa. Bồ Đào Nha đe dọa rời khỏi NATO, do vậy tổ chức này ngưng ủng hộ và áp lực, các nhóm dân tộc chủ nghĩa tại Mozambique buộc phải chuyển sang nhận giúp đỡ từ khối cộng sản.

### Trợ giúp từ Liên Xô
Trong Chiến tranh Lạnh, và đặc biệt là cuối thập niên 1950, Liên Xô và Trung Quốc thực hiện một chiến lược gây bất ổn đối với các cường quốc phương Tây bằng cách phá vỡ quyền quản lý của họ đối với các thuộc địa châu Phi. Đặc biệt, Nikita Khrushchev nhìn nhận thế giới kém phát triển là một phương tiện để làm suy yếu phương Tây. Đối với Liên Xô, châu Phi đóng vai trò là một cơ hội để gây rạn nứt giữa các cường quốc phương Tây và thuộc địa của họ, và tạo ra các quốc gia thân cộng sản tại châu Phi.
Trước khi FRELIMO thành lập, lập trường của Liên Xô về các phong trào dân tộc chủ nghĩa tại Mozambique có sự mơ hồ. Tồn tại nhiều phong trào độc lập, và họ không biết chắc rằng ai đó sẽ thành công. Nhóm dân tộc chủ nghĩa tại Mozambique, giống như các tổ chức tương tự tại châu Phi vào đương thời, nhận được đào tạo và thiết bị từ Liên Xô.
Người kế nhiệm Eduardo Mondlane là Samora Machel- tổng thống tương lai của Mozambique- nhận giúp đỡ từ cả Liên Xô và Trung Quốc, miêu tả hai thế lực này là "những nước duy nhất sẽ thực sự giúp chúng tôi. ... Họ đã chiến đấu vũ trang, và bất kỳ điều gì họ học được mà thích hợp với Mozambique thì chúng tôi sẽ sử dụng." Lực lượng du kích tiếp nhận giảng dạy về lật đổ và đấu tranh chính trị cũng như viện trợ quân sự, cụ thể trong năm 1972 các pháo hỏa lực 122 mm được chuyển đến, với 1600 cố vấn từ Liên Xô, Cuba và Đông Đức.
Liên Xô tiếp tục giúp đỡ chính phủ FRELIMO mới chống phản cách mạng trong các năm sau 1975. Đến năm 1981, còn khoảng 230 cố vấn quân sự Liên Xô và Đông Âu, khoảng 800 người Cuba tại Mozambique. Can dự của Cuba tại nằm trong một nỗ lực tiếp tục xuất khẩu các tư tưởng phản đế của Cách mạng Cuba và liều lĩnh gây dựng các đồng minh mới. Cuba cung cấp giúp đỡ cho các phong trào giải phóng và các chính phủ tả khuynh tại nhiều quốc gia châu Phi, gồm có Angola, Ethiopia, Guinea-Bissau và Congo-Brazzaville.

## Xung đột

### Nổi loạn dưới quyền Mondlane (1964–69)

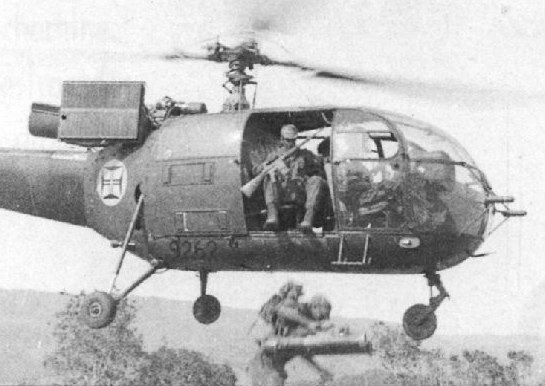
Aérospatiale Alouette III là một trong các máy bay trực thăng thông dụng nhất hoạt động tại châu Phi, song rất hiếm gặp trong xung đột Mozambique

Khi bắt đầu chiến tranh, FRELIMO có ít hy vọng về một thắng lợi quân sự thông thường, với chỉ 7.000 chiến sĩ chống lại lực lượng lớn hơn nhiều của Bồ Đào Nha. Hy vọng của họ dựa trên việc thuyết phục cư dân địa phương ủng hộ nổi loạn, buộc chính phủ Bồ Đào Nha phải trao độc lập qua đàm phán. Bồ Đào Nha chiến đấu trong một cuộc chiến tranh trường kỳ, và một lực lượng quân sự lớn được chính phủ phái đến Mozambique để dẹp yên náo động, với quân số tăng từ 8.000 lên 24.000 từ năm 1964 đến năm 1967. Số lượng binh sĩ bản địa được Bồ Đào Nha tuyển mộ tăng lên 23.000 trong cùng thời kỳ.
Cánh quân sự của FRELIMO nằm dưới quyền chỉ huy của Filipe Samuel Magaia, quân của ông được Algérie đào tạo. Các du kích FRELIMO được trang bị nhiều loại vũ khí, nhiều trong số đó do Liên Xô và Trung Quốc cung cấp. Các loại vũ khí thông thường gồm có súng trường Mosin, CKC, AK-47 và PPSh-41. Các loại súng máy như Degtyarov DP được sử dụng phổ biến, cùng với DShK và SG-43 Gorunov. FRELIMO được hỗ trợ bằng các loại súng cối, súng không giật, B40 và B41, các vũ khí phòng không như ZPU-4 và từ năm 1974 có Strela 2.
Trong giai đoàn tàn cuộc của xung đột, FRELIMO được cung cấp vài khẩu Strela 2 từ Trung Quốc; chúng không bao giờ được sử dụng để bắn hạ máy bay Bồ Đào Nha. Bồ Đào Nha chỉ mất một máy bay khi đang chiến đấu trong xung đột, khi chiếc G.91R-4 do Trung úy Emilio Lourenço điều khiển bị phá hủy do đạn pháo trên khoang nổ sớm.
Lực lượng Bồ Đào Nha nằm dưới quyền chỉ huy của Tướng quân António Augusto dos Santos, một nhân vật có niềm tin mạnh với các thuyết chống nổi dậy mới. Augusto dos Santos ủng hộ cộng tác với Rhodesia để lập các đơn vị trinh sát người Phi và các đội đặc nhiệm khác. Do chính sách của Bồ Đào Nha là giữ thiết bị hiện đại cho mẫu quốc trong khi chở thiết bị lỗi thời sang các thuộc địa, nên các binh sĩ Bồ Đào Nha chiến đấu trong các giai đoạn đầu của xung đột được trang bị các radio từ Chiến tranh thế giới thứ hai và súng trường Mauser cũ. Do tiến triển của giao tranh, nhu cầu về các thiết bị hiện đại hơn nhanh chóng được chấp nhận, và các súng trường Heckler & Koch G3 và FN FAL trở thành vũ khí chiến trường tiêu chuẩn, cùng với AR-10 cho lính dù. MG42 và đến năm 1968 là HK21 là các súng máy thông dụng của lực lượng Bồ Đào Nha, với các súng cối, lựu pháo và các loại xe bọc thép AML-60, Panhard EBR, Fox và Chaimite thường xuyên được triển khai để hỗ trợ hỏa lực.
Trong xung đột, các máy bay trực thăng không được sử dụng với quy mô lớn như trong Chiến tranh Việt Nam, Alouette III là loại được sử dụng phổ biến nhất, song Puma cũng được sử dụng rất thành công. Các loại máy bay khác từng được sử dụng: T6 và Fiat G.91 dùng để chi viện không quân; Dornier Do 27 dùng để trinh sát. Trong vai trò vận chuyển, Không quân Bồ Đào Nha chủ yếu sử dụng Nord Noratlas và C-47. Hải quân Bồ Đào Nha cũng sử dụng rộng rãi các tàu tuần tra, tàu đổ bộ, tàu khí nén.

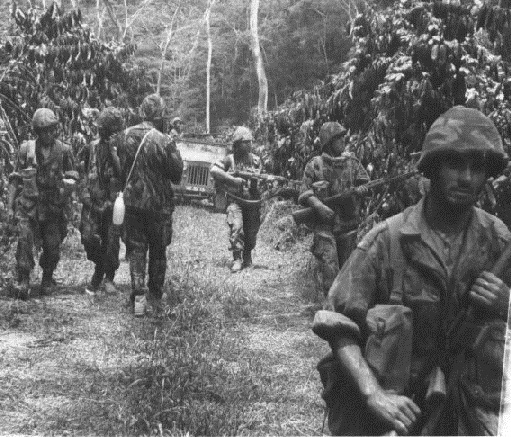
Binh sĩ Bồ Đào Nha trong xung đột, nhiều người mang súng trường FN-FAL hoặc Heckler & Koch G3

#### Bắt đầu các cuộc tấn công của FRELIMO
Năm 1964, FRELIMO từ bỏ các nỗ lực hòa đàm, và đến ngày 25 tháng 9 năm 1964, Eduardo Mondlane bắt đầu phát động các cuộc tấn công du kích nhằm vào các mục tiêu tại miền bắc Mozambique từ căn cứ của mình tại Tanzania. Với trợ giúp hậu cần từ cư dân địa phương, các binh sĩ FRELIMO tấn công đồn hành chính tại Chai Chai thuộc tỉnh Cabo Delgado. Các chiến sĩ FRELIMO có thể tránh khỏi truy kích và giám sát bằng cách sử dụng các chiến thuật du kích cổ điển: phục kích các đội tuần tra, phá hoại tuyến thông tin và đường sắt, và thực hiện các cuộc tấn công chớp nhoáng chống lại các tiền đồn thực dân trước khi nhanh chóng lẩn vào các khu vực nước đọng có thể tiếp cận. Binh sĩ nổi loạn thường được trang bị bằng súng trường và súng ngắn liên thanh, và những người tấn công lợi dụng đầy đủ mùa gió mùa để tránh khỏi truy kích.
Trong các cơn mưa lớn, sẽ khó khăn hơn nhiều để có thể theo dấu các phiến quân từ trên không, vô hiệu hóa ưu thế không quân của Bồ Đào Nha, và các binh sĩ cùng xe của Bồ Đào Nha di chuyển khó khăn trong mưa bão. Ngược lại, các binh sĩ nổi loạn được trang bị nhẹ hơn có thể đào thoát vào bụi rậm giữa một khu dân cư tương đồng về dân tộc và có thể lẩn mình. Hơn nữa, lực lượng FRELIMO có thể tìm thực phẩm từ môi trường xung quanh và các làng địa phương, và do đó không bị ngăn trở do các tuyến đường tiếp tế kéo dài.
Cùng với các cuộc tấn công ban đầu của FRELIMO tại Chai Chai, giao tranh lan đến Niassa và Tete tại miền trung Mozambique. Trong các giai đoạn đầu của xung đột, hoạt động của FRELIMO là giao tranh, quấy rối, và đột kích quy mô nhỏ, cấp trung đội vào căn cứ của Bồ Đào Nha. Các binh sĩ FRELIMO thường hành quân theo các tiểu đội có từ 10 đến 15 binh sĩ. Tính chất rải rác của các cuộc tấn công ban đầu này là một nỗ lực nhằm phân tán lực lượng Bồ Đào Nha.
Các binh sĩ Bồ Đào Nha bắt đầu chịu tổn thất trong tháng 11 trong giao tranh tại Xilama. Được dân chúng tăng cường ủng hộ, và do quân chính quy Bồ Đào Nha có số lượng ít, FRELIMO nhanh chóng nam tiến hướng đến Meponda và Mandimba, nối đến Tete với trợ giúp của lực lượng của quốc gia láng giềng Malawi mới độc lập hoàn toàn vào ngày 6 tháng 7 năm 1964. Mặc dù FRELIMO tăng cường về phạm vi hoạt động, song các cuộc tấn công vẫn giới hạn trong các tiểu đội đột kích các tiền đồn chính quyền được phòng thủ kém, các tuyến liên lạc và tiếp tế của FRELIMO sử dụng xuồng dọc sông Ruvuma và hồ Malawi.

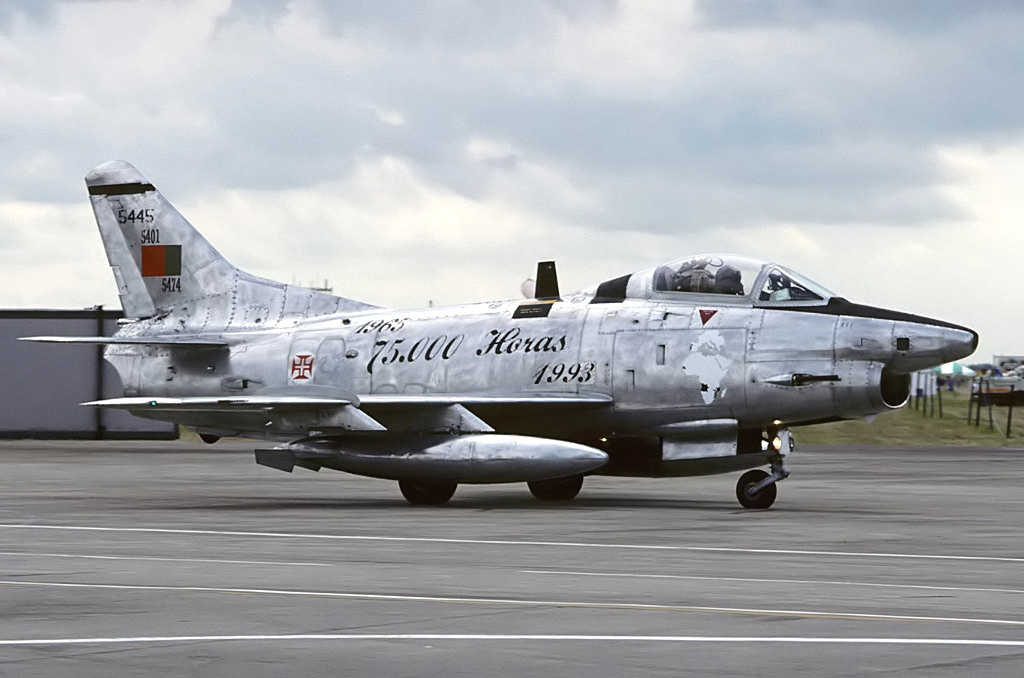
Một máy bay chiến đấu oanh tạc G.91 của Không quân Bồ Đào Nha. Sau năm 1966, G.91 trở thành trụ cột trong hoạt động chi viện không quân của Bồ Đào Nha tại Mozambique, trang bị cho các phi đội 502 (Nacala) và 702 (Tete).

Phải đến năm 1965 thì phiến quân mới thu được các chiến đấu cơ, đi kèm với gia tăng ủng hộ của dân chúng, và các đội đột kích có thể tăng cường quy mô. Sự gia tăng ủng hộ của dân chúng một phần là do các cơ quan của FRELIMO tiến hành giúp đỡ những người Mozambique lưu vong, họ tránh xung đột bằng cách sang Tanzania láng giềng. Giống như các xung đột tương tự chống lại lực lượng Pháp và Mỹ tại Việt Nam, các phiến quân cũng sử dụng mìn trên quy mô lớn để gây tổn thất cho lực lượng Bồ Đào Nha, do đó làm biến dạng cơ sở hạ tầng của quân đội  và làm mất tinh thần các binh sĩ.
Các đội tấn công của FRELIMO cũng bắt đầu phát triển về quy mô đến mức bao gồm trên 100 binh sĩ trong các trường hợp nhất định, và các phiến quân cũng bắt đầu chấp thuận các nữ chiến binh trong hàng ngũ của mình. Vào ngày 10 hoặc 11 tháng 10 năm 1966, khi trở về đến Tanzania sau khi khảo sát tiền tuyến, Filipe Samuel Magaia bị một nhân vật cũng trong FRELIMO là Lourenço Matola bắn chết, nhân vật này bị cho là làm việc cho người Bồ Đào Nha.
Đến năm 1967, một phần bảy dân cư và một phần năm lãnh thổ Mozambique nằm trong tay FRELIMO; vào đương thời có khoảng 8.000 quân du kích chiến đấu. Trong thời kỳ này, Mondlane chủ trương mở rộng hơn nữa nỗ lực chiến tranh, song cũng cố gắng duy trì các tiểu đội đột kích. Nhằm đối phó với tình hình chi phí tiếp tế tăng lên, có thêm nhiều lãnh thổ được chiếm từ tay người Bồ Đào Nha, và họ thi hành các biện pháp nhằm giành ủng hộ của dân chúng, Mondlane tìm kiếm giúp đỡ từ bên ngoài, đặc biệt là Liên Xô và Trung Quốc; ông nhận được từ họ các súng máy, súng phòng không, súng không giật và tên lửa.
Năm 1968, đại hội lần thứ nhì của FRELIMO là một thắng lợi về tuyên truyền của những phiến quân, bất chấp các nỗ lực của người Bồ Đào Nha vốn có ưu thế về không quân trong xung đột nhằm oanh tạc địa điểm hội nghị sau đó trong cùng ngày. Sự kiện cũng khiến FRELIMO có uy thế lớn hơn để sử dụng tại Liên Hợp Quốc.
Ngày 3 tháng 2 năm 1969, Eduardo Mondlane thiệt mạng do chất nổ được lén đưa đến chỗ ông. Nhiều nguồn cho rằng, trong một nỗ lực nhằm khắc phục tình hình tại Mozambique, cảnh sát mật Bồ Đào Nha tiến hành ám sát Mondlane bằng cách gửi một bưu kiện đến văn phòng của ông tại Dar es Salaam. Bên trong bưu kiện là một quyển sách chứa một thiết bị nổ, nó sẽ nổ khi sách được mở ra. Các nguồn khác cho rằng Eduardo thiệt mạng khi một thiết bị nổ phát nổ bên dưới ghế của ông tại trụ sở FRELIMO, và rằng bên chịu trách nhiệm không bao giờ xác định được. Điều tra ban đầu nhắm vào Silverio Nungo (người sau đó bị hành quyết) và Lazaro Kavandame, thủ lĩnh của FRELIMO tại Cabo Delgado. Kavandame không giấu diếm rằng mình không tin cậy Mondlane, nhìn nhận rằng Mondlane là một lãnh tụ quá bảo thủ, và cảnh sát Tanzania cũng cáo buộc ông làm việc với PIDE (cảnh sát mật Bồ Đào Nha) để ám sát Mondlane. Bản thân Kavandame đầu hàng người Bồ Đào Nha trong tháng 4 cùng năm.

### Chương trình phát triển của Bồ Đào Nha

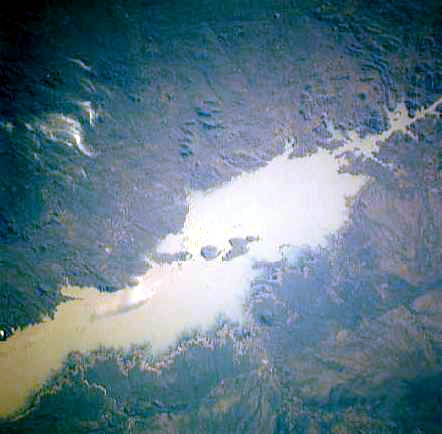
Đập Cahora Bassa do chính phủ thực dân Bồ Đào Nha xây dựng trong chiến tranh, nằm trong một kế hoạch phát triển lớn và giúp giành sự ủng hộ của dân chúng. Đây là một mục tiêu tấn công của FRELIMO song chưa từng thành công.

Trong thập niên 1960 và đầu thập niên 1970, nhằm chống lại cuộc nổi loạn ngày càng tăng cường của lực lượng FRELIMO, và nhằm thể hiện với nhân dân Bồ Đào Nha và thế giới rằng lãnh thổ hoàn toàn nằm dưới quyền kiểm soát của mình, chính phủ Bồ Đào Nha tăng tốc chương trình phát triển lớn của mình nhằm mở rộng và nâng cấp cơ sở hạ tầng của Mozambique thông qua xây dựng đường bộ, đường sắt, cầu, đập, hệ thống thủy lợi, trường học và bệnh viện để kích thích tăng trưởng kinh tế và nhận được ủng hộ từ dân chúng.
Nằm trong chương trình này, đập Cahora Bassa bắt đầu được xây dựng vào năm 1969. Chính phủ Bồ Đào Nha nhìn nhận việc xây dựng đập như bằng chứng cho "sứ mệnh khai hóa" của Bồ Đào Nha và mong đợi đập sẽ tái khẳng định lòng tin của người Mozambique vào thực lực và an ninh của chính phủ thực dân. Bồ Đào Nha cho đưa ba nghìn binh sĩ mới và trên một triệu quả mìn đến Mozambique để bảo vệ dự án xây dựng.
Nhận thức được ý nghĩa tượng trưng của đập đối với người Bồ Đào Nha, trong bảy năm FRELIMO nỗ lực dùng vũ lực ngăn chặn công việc xây dựng. Không cuộc tấn công trực tiếp nào thành công, song FRELIMO đạt một số thắng lợi trong tấn công các đoàn xe trên đường đến địa điểm xây dựng. FRELIMO cũng đệ trình một kháng nghị với Liên Hợp Quốc về kế hoạch, và cáo buộc của họ được hỗ trợ từ các báo cáo tiêu cực về những hành động của Bồ Đào Nha tại Mozambique. Mặc dù nhiều hỗ trợ tài chính quốc tế sau đó rút khỏi dự án, song đập vẫn hoàn thành vào tháng 12 năm 1974. Giá trị tuyên truyền dự kiến của đập đối với người Bồ Đào Nha bị lu mờ trước phản ứng công cộng bất lợi từ người Mozambique do dân chúng bản địa phải tái định cư trên quy mô rộng. Đập cũng tước đi của nông dân các trận lụt quan trọng mỗi năm, khi mà chúng vốn bồi đắp độ phì nhiêu cho ruộng đồng.

### Chiến tranh tiếp diễn (1969–74)
Năm 1969, Tướng quân António Augusto dos Santos thôi chức tư lệnh, Tướng quân Kaúlza de Arriaga chính thức tiếp quản vào tháng 3 năm 1970. Kaúlza de Arriaga ủng hộ một phương thức chiến đấu trực tiếp hơn với phiến quân, và chính sách đã định về sử dụng lực lượng bình loạn người Phi bị bác bỏ để ủng hộ triển khai quân chính quy Bồ Đào Nha kèm theo một lượng nhỏ chiến binh người Phi. Các nhân viên bản địa vẫn được tuyển mộ cho các hoạt động đặc biệt, song vai trò của họ nhỏ đi đáng kể dưới thời chỉ huy mới. Chiến thuật của ông một phần chịu ảnh hưởng từ một hội nghị với Tướng quân Hoa Kỳ William Westmoreland.
Đến năm 1972, có áp lực ngày càng tăng từ các chỉ huy khác, đặc biệt là phó tư lệnh Francisco da Costa Gomes, về sử dụng các binh sĩ người Phi trong các đơn vị Flechas. Các đơn vị Flechas cũng được tuyển mộ tại Angola và là các đơn bị nằm dưới quyền chỉ huy của PIDE Bồ Đào Nha. Cơ cấu này gồm người thuộc bộ lạc địa phương, chuyên theo dõi, trinh sát và chống khủng bố.
Costa Gomes cho rằng các binh sĩ người Phi tốn ít chi phí hơn và dễ thiết lập quan hệ với cư dân địa phương hơn, một thủ đoạn tương tự chiến lược 'Hearts and Minds' được lực lượng Hoa Kỳ sử dụng tại Việt Nam vào đương thời. Các đơn vị Flechas này hành động tại lãnh thổ vào giai đoạn sát cuối của xung đột, sau khi bãi nhiệm Kaúlza de Arriaga vào đêm trước của chính biến năm 1974 tại Bồ Đào Nha – Cách mạng Hoa Cẩm Chướng. Các đơn vị này tiếp tục gây khó khăn cho FRELIMO ngay cả sau cách mạng và người Bồ Đào Nha triệt thoái, khi mà quốc gia Mozambique tan vỡ trong nội chiến.
Trong toàn thể giai đoạn 1970–74, FRELIMO tăng cường các hoạt động du kích, chuyên khủng bố đô thị. Sử dụng mìn cũng được tăng cường, với các nguồn cho rằng chúng chịu trách nhiệm cho hai phần ba thương vong của người Bồ Đào Nha. Trong xung đột, FRELIMO sử dụng một loạt các mìn chống tăng và chống người, gồm có PMN (Black Widow), TM-46, và POMZ. Thậm chí mìn lội nước cũng được sử dụng, như PDM. Chứng loạn tinh thần mìn, là một nỗ lo cấp tính về mìn, đã lan tràn trong quân Bồ Đào Nha. Nỗi lo này cùng với thất vọng do chịu thương vong mà không tìm thấy địch thủ, gây tổn hại tinh thần và cản trở đáng kể tiến độ.

#### Bồ Đào Nha phản công (tháng 6 năm 1970)
Vào ngày 10 tháng 6 năm 1970, Bồ Đào Nha phát động một cuộc phản công lớn. Chiến dịch Nó Górdio nhắm mục tiêu là các trại cố định của phiến quân và các tuyến đường xâm nhập qua biên giới Tanzania vào miền bắc Mozambique trong một giai đoạn kéo dài bảy tháng. Chiến dịch liên quan đến khoảng 35.000 binh sĩ Bồ Đào Nha, đặc biệt là các đơn vị tinh nhuệ như lính dù, đặc công, thủy quân lục chiến và lính súng trường hải quân.

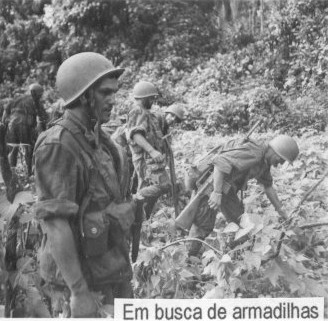
Các binh sĩ Bồ Đào Nha tuần tra, minh họa địa hình khó khăn mà họ phải đối diện

Người Bồ Đào Nha gần như lập tức phải đối diện với vấn đề khi cuộc tấn công diễn ra đồng thời với bắt đầu mùa gió mùa, gây thêm khó khăn về hậu cần. Các binh sĩ Bồ Đào Nha được trang bị kém, có phối hợp rất tồi giữa Không quân và Lục quân. Thương vong gia tăng của binh sĩ Bồ Đào Nha bắt đầu nặng hơn thương vong của FRELIMO, kéo theo can thiệp chính trị hơn nữa từ Lisboa.
Bồ Đào Nha cuối cùng báo cáo phiến quân có 651 người thiệt mạng, và 1.840 người bị bắt, trong khi bản thân mất 132 người. Tướng quân Arriaga cũng tuyên bố các binh sĩ của ông đã tàn phá 61 căn cứ du kích và 165 trại, trong khi thu giữ được 40 tấn đạn trong hai tháng đầu. Mặc dù đây là cuộc tấn công hiệu quả nhất của Bồ Đào Nha trong xung đột, làm suy yếu quân du kích đến độ mà họ không còn là một mối đe dọa đáng kể, song chiến dịch bị một số sĩ quan quân đội và chính phủ cho là một thất bại.
Đến năm 1972, quân đội Bồ Đào Nha thay đổi chiến lược của mình, phỏng theo các chiến dịch tìm và diệt của Anh/Mỹ. Họ cũng khởi xướng một chiến dịch trái tim và lý trí mang tên Chương trình Aldeamentos, là một chương trình tái định cư cưỡng bách. Tuy nhiên, vào ngày 9 tháng 11 năm 1972, FRELIMO – với quân số không hơn 8.000 – phát động một cuộc tấn công lớn tại tỉnh Tete. Phản ứng từ phía quân đội Bồ Đào Nha là mãnh liệt, dẫn đến các cuộc tấn công trả đũa trong một nỗ lực nhằm làm vấn loạn niềm tin vẫn tiếp tục của cư dân địa phương vào FRELIMO.
Ngày 16 tháng 12 năm 1972, binh sĩ Bồ Đào Nha sát hại các cư dân tại làng Wiriyamu thuộc Tete. Sự kiện được gọi là 'Tàn sát Wiriyamu', các binh sĩ lấy mạng của từ 150 đến 300 dân làng bị cáo buộc che chở cho quân du kích FRELIMO. Hành động mang tên "Chiến dịch Marosca", được lên kế hoạch theo xúc tiến của những người đại lý thuộc PIDE/DGS và do Chico Kachavi chỉ đạo, nhân vật này sau đó bị ám sát trong khi một cuộc điều tra về các sự kiện đang được tiến hành. Người đại lý này nói với các binh sĩ rằng "lệnh là giết tất cả chúng", không cần quan tâm rằng chỉ phát hiện được thường dân.
Đến năm 1973, FRELIMO cũng khai thác các đô thị và làng mạc dân sự trong một nỗ lực nhằm phá hoại sự tin tưởng của dân chúng đối với quân Bồ Đào Nha. "Aldeamentos: agua para todos" (Các làng tái định cư: nước cho mọi người) là một thông điệp thường thấy tại các khu vực nông thôn, do người Bồ Đào Nha tìm cách di dời và tái định cư nhân dân bản địa, nhằm cô lập FRELIMO. Ngược lại, chính sách khoan dung của Mondlane đối với những người Bồ Đào Nha định cư bị bãi bỏ vào năm 1973 bởi tư lệnh mới là Machel.
Sự thay đổi chiến thuật này dẫn đến các kháng nghị của người Bồ Đào Nha định cư chống lại chính phủ Lisboa, một dấu hiệu biểu thị tính chất phi quần chúng của xung đột. Kết hợp với các tin tức về tàn sát Wiriyamu và FRELIMO khôi phục tấn công mãnh liệt vào năm 1973 và đầu năm 1974, tình hình xấu đi tại Mozambique sau đó góp phần khiến chính phủ Bồ Đào Nha sụp đổ vào năm 1974. Một nhà báo Bồ Đào Nha lập luận:
| “ | "Tại Mozambique chúng tôi cho rằng có ba cuộc chiến tranh: chiến tranh chống FRELIMO, chiến tranh giữa quân đội và cảnh sát mật, và chiến tranh giữa quân đội và cảnh sát mật, và chính phủ trung ương." | ” |

### Bất ổn chính trị và ngừng bắn (1974–75)
Tại Lisboa, chi nhánh 'Hành động Cách mạng vũ trang' của Đảng Cộng sản Bồ Đào Nha, và các Lữ đoàn Cách mạng (BR), hành động để chống lại các cuộc chiến thực dân. Họ tiến hành nhiều hành động phá hoại và đánh bom nhằm vào các mục tiêu quân sự, như tấn công căn cứ không quân Tancos khiến một vài máy bay trực thăng bị phá hủy vào ngày 8 tháng 3 năm 1971, và tấn công trụ sở NATO tại Oeiras vào tháng 10 cùng năm. Tấn công tàu Bồ Đào Nha Niassa đã minh họa vai trò của các chiến tranh thực dân trong bất ổn này. Niassa (đặt theo tên một tỉnh tại Mozambique) đang chuẩn bị dời Lisboa cùng các binh sĩ được triển khai tại Guinea. Đến khi Cách mạng Hoa Cẩm Chướng, ghi nhận được 100.000 người trốn quân dịch.

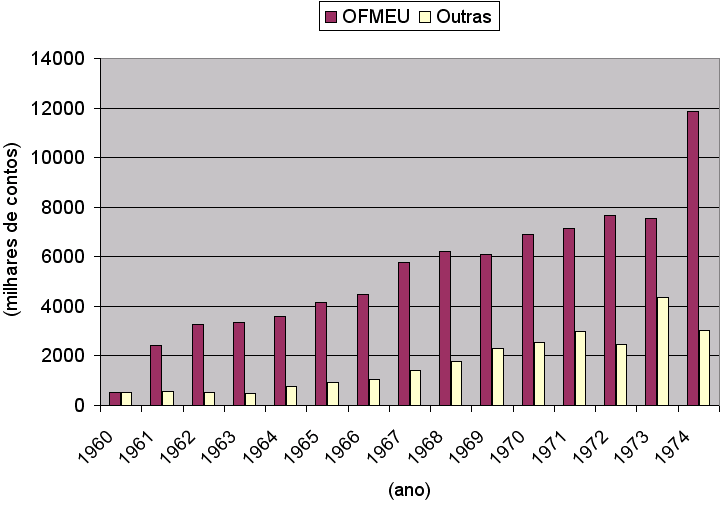
Biểu đồ thể hiện gia tăng chi tiêu quân sự trong Các chiến tranh thực dân Bồ Đào Nha.

Các chiến tranh thực dân chiếm 44% ngân sách tổng thể của Bồ Đào Nha. Điều này làm thiếu kinh phí cho các phát triển hạ tầng cần thiết tại Bồ Đào Nha, góp phần làm gia tăng bất ổn tại đây. Tăng trưởng GDP của Bồ Đào Nha trong thời kỳ chiến tranh thuộc địa (1961–1974) ở mức cao và đạt 6%/năm.
Bất ổn ngày càng tăng tại Bồ Đào Nha lên đến đỉnh điểm vào ngày 25 tháng 4 năm 1974, khi Cách mạng Hoa Cẩm Chướng phế truất chính phủ của Marcelo Caetano. Hàng nghìn công dân Bồ Đào Nha rời khỏi Mozambique, và người đứng đầu chính phủ mới là António de Spínola yêu cầu một thỏa thuận ngừng bắn. Do có thay đổi chính phủ tại Lisboa, nhiều binh sĩ từ chối tiếp tục chiến đấu, thường xuyên ở doanh tại thay vì đi tuần tra. Đàm phán dẫn đến ký kết Hòa ước Lusaka vào ngày 7 tháng 9 năm 1974, theo đó sẽ bàn giao hoàn toàn quyền lực cho FRELIMO. Độc lập chính thức được thiết lập vào 25 tháng 6 năm 1975, nhân kỷ niệm 13 năm thành lập của FRELIMO.

## Hậu quả
Nhiều người thực dân Bồ Đào Nha không phải là người định cư điển hình tại Mozambique. Trong khi hầu hết các cộng đồng người Âu tại châu Phi vào đương thời - với ngoại lệ có thể là Afrikaner - được thiết lập từ cuối thế kỷ 19 đến đầu thế kỷ 20, một số gia đình và thể chế da trắng tại các lãnh thổ này vẫn do Bồ Đào Nha cai trị không thay đổi trong nhiều thế hệ. Mất đi vị thế đặc quyền và lo ngại FRELIMO trả thù khiến 200.000 cư dân da trắng rời đi khi Mozambique độc lập. Các thành thị và làng mạc bị đổi tên tiếng Bồ Đào Nha sau khi độc lập, như Lourenço Marques thành Maputo.
Với sự ra đi của những người chuyên nghiệp và thương gia Bồ Đào Nha, quốc gia mới không có lực lương lao động cao cấp để duy trì cơ sở hạ tầng của mình, sụp đổ kinh tế hiện ra. Các liên kết thương mại có đặc quyền được thiết lập với một vài quốc gia cộng sản, kèm với đó là NATO nhanh chóng mất ảnh hưởng tại khu vực.
Samora Machel trở thành tổng thống đầu tiên của Mozambique. Uria Simango cùng vợ và những người bất đồng quan điểm khác trong FRELIMO bị bắt giữ vào năm 1975 và bị giam mà không xét xử. Trong khoảng hai năm, giao tranh lại bắt đầu trong Nội chiến Mozambique, chống lại phiến quân RENAMO được Rhodesia và Nam Phi giúp đỡ về quân sự. Suy thoái kinh tế và xã hội, chủ nghĩa toàn trị kiểu Marxist, tham nhũng, nghèo nàn, bất bình đẳng, và kế hoạch tập trung thất bại làm xói mòn nhiệt tình cách mạng ban đầu. Hòa bình chỉ trở lại vào năm 1992, khi quốc gia đạt được sự ổn định tương đối lần đầu tiên sau vài thập niên.

## Tư liệu